# 斯洛維尼亞國家美術館
斯洛維尼亞國家美術館是一座位於斯洛維尼亞首都盧比安納的國家美術館，1918年創建，在奧匈帝國解體和斯洛文尼亞、克羅地亞人和塞爾維亞人建立之後。最初它曾在盧布爾雅那的克雷西亞大廈創立，但在1925年搬到了現在的位置。

## 建築設計
國家美術館現在廳舍建築建於1896年，是時任市長伊萬·赫里巴爾執政期間所興建的建築物，他的雄心是將盧布爾雅那變成斯洛維尼亞的代表性首都。並由捷克建築師弗朗蒂謝克·斯卡布魯特（František Škabrout）設計，最初曾作為斯洛文尼亞文化中心使用，同時作為國家重要性的文化協會的中心所在地。該

1990年代初，斯洛文尼亞建築師愛德華·拉夫尼卡對主樓進行了擴建。 2001年，由Sadar + Vuga建築局設計的大型透明玻璃畫廊建成，用於連接建築的兩個翼樓。2013年至2016年，建築物進行了全面翻修工程。

## 收藏
該畫廊收藏了歐洲中世紀到20世紀初的永久性藝術收藏品。巴洛克式三水噴泉的原件也可以在建築的中央玻璃畫廊看到，它在2008年經過大規模修復後被移至此處。

## 另見
- 拉迪斯拉·德高斯

## 外部連結
- 维基共享资源上的相關多媒體資源：斯洛維尼亞國家美術館
- The gallery at Cultural Profiles.net （页面存档备份，存于）